# رينيه مولر (لاعب كرة قدم دانمركي)
رينيه مولر (بالدنماركية: René Møller)‏ (15 فبراير 1946 في الدنمارك - 23 أغسطس 1994) هو لاعب كرة قدم دانمركي في مركز الهجوم. لعب مع هارت أوف ميدلوثيان وRanders Sportsklub Freja ‏.

## وصلات خارجية
- رينيه مولر على موقع قاعدة بيانات كرة القدم.إي يو (الإنجليزية)
- رينيه مولر على موقع ناشيونال فوتبول تيمز (الإنجليزية)